# My Last Day Without You
Pour plus de détails, voir Fiche technique et Distribution.
My Last Day Without You est une comédie dramatique américaine.

## Fiche technique
- Réalisation : Stefan Schaefer
- Scénario : Christoph Silber
- Musique :
- Directeur artistique :
- Décors :
- Costume :
- Photo :
- Montage :
- Producteur : Diane Crespo
- Distribution :
- Budget :
- Langue : anglaise
- Dates de sortie : 2011

## Distribution
- Nicole Beharie : Leticia
- Reg E. Cathey : Pastor Johnson
- Laith Nakli : Mahdi
- Robert Clohessy : Scully
- Ken Duken : Niklas
- Marlene Forte : Luz
- Francis Benhamou : Joelle
- Chris J. Cullen : le pilote
- Sharon Wilkins : Eena
- Daniel Abeles : l'homme d'affaires
- Lawrence Saint-Victor : Dwayne
- Michael Monteiro : le SDF
- Vanessa Kai :
- Maxx Brawer : Deion
- Nick Nappy :
- Amari Rose Leigh : Missy
- Suzanne Lanni : le réceptionniste
- Sam Silber : l'enfant au chewing-gum
- Frank Amoruso :
- Melina Paez : le réceptionniste (non crédité)